# Camilla Hammerich
Camilla Hammerich (født 1. oktober 1963) er en dansk producent og skuespiller.
Hammerich, der er datter af forfatteren Paul Hammerich og søster til filminstruktøren Rumle Hammerich, spillede Regitze Varnæs i Matador, men blev senere uddannet som producerassistent. Hun har arbejdet på DR gennem en årrække, hvor bl.a. hun var producer på tv-serien TAXA. I 1999 kom hun til TV 2, hvor hun var dramaredaktør 2001–2007, og igen på DR, som producer på hhv. tv-serierne Sommer og Borgen.
Privat har hun været gift med musikeren Jacob Binzer og parret har tre døtre sammen.

## Udvalgt filmografi

### tv-serier
- Matador (1978-1981)
- Forsvar
- Jesus og Josefine
- Anna Pihl
- Sommer
- Borgen

## Priser
- British Academy Television Awards for Borgen

## Eksterne links
- Camilla Hammerich på Internet Movie Database (engelsk)
- Camilla Hammerich på Filmdatabasen
- Camilla Hammerich på Filmdatabasen
- Camilla Hammerich på danskefilm.dk
- Camilla Hammerich på danskfilmogtv.dk
- Camilla Hammerich på Scope
- Camilla Hammerich på Svensk Filmdatabas (svensk)
- Camilla Hammerich på AlloCiné (fransk)
- Camilla Hammerich på AllMovie (engelsk)
- Camilla Hammerich på Turner Classic Movies (engelsk)